# Ferriz II de Liçana
Ferriz II de Liçana (1247? - 1282?) va ser un cavaller aragonès del llinatge dels Liçana. A vegades se l'han confós amb Marco Férriz de Lizana, germà uterí de Ferran Sanxis de Castre. Fill de Rodrigo de Liçana, es casà amb Sanxa Pérez.
A la Cort de Saragossa del 1264 s'enfrontà amb el rei Jaume I d'Aragó amb motiu de la Conquesta de Múrica, provocant el setge i la presa de Liçana el 1267. L'octubre del mateix 1267 ja s'havia reconciliat amb el rei, al qual serví fidelment durant la Quarta revolta nobiliària contra Jaume I d'Aragó liderada per l'infant Ferran Sanxis de Castre, a qui abans havia servit. Del 1277 al 1278 fou Procurador General de Catalunya.